# Mati (Attika)
Mati (griechisch Μάτι (n. sg.)) ist ein Stadtviertel der Kleinstadt Nea Makri im Süden der griechischen Gemeinde Marathon. Mati ist zwischen der Nationalstraße 83 im Westen und der Ostküste Attikas etwa 26 km vom Stadtzentrum Athens gelegen. Die Siedlung ist in einem Waldstück von Aleppo-Kiefern planmäßig mit rechtwinklig verlaufenden Straßenzügen angelegt. Ohne erkennbare bauliche Trennung grenzt im Süden das Viertel Kokkino Limanaki der Hafenstadt Rafina an. 
Mati zählte 1940 bei der Anerkennung als Siedlung der damaligen Landgemeinde Nea Makri 48 Einwohner. Bei den folgenden Volkszählungen wurden 1951 in Mati 49 Einwohner erfasst und 99 Einwohner für 1961. Seit der Eingliederung in die Kleinstadt Nea Makri 1971 wurden bei Volkszählungen keine Einwohnerzahlen mehr veröffentlicht.
Bis zu den Waldbränden 2018 war der Sommertourismus wichtigster Wirtschaftsfaktor. Nach dem Brand galt Mati als unbewohnbar, der Ort war zu 98 % zerstört. In den letzten Jahren wurden viele Anstrengungen zum Wiederaufbau unternommen, und mittlerweile ist Mati wieder ein beliebter Urlaubsort. Viele Urlaubsgäste sind sich der Ereignisse des Jahres 2018 nicht mehr bewusst, aber Einheimische, die im Tourismus arbeiten, berichten auf Nachfrage, dass fast jeder Angehörige verloren hat.

## Waldbrand am 23. Juli 2018

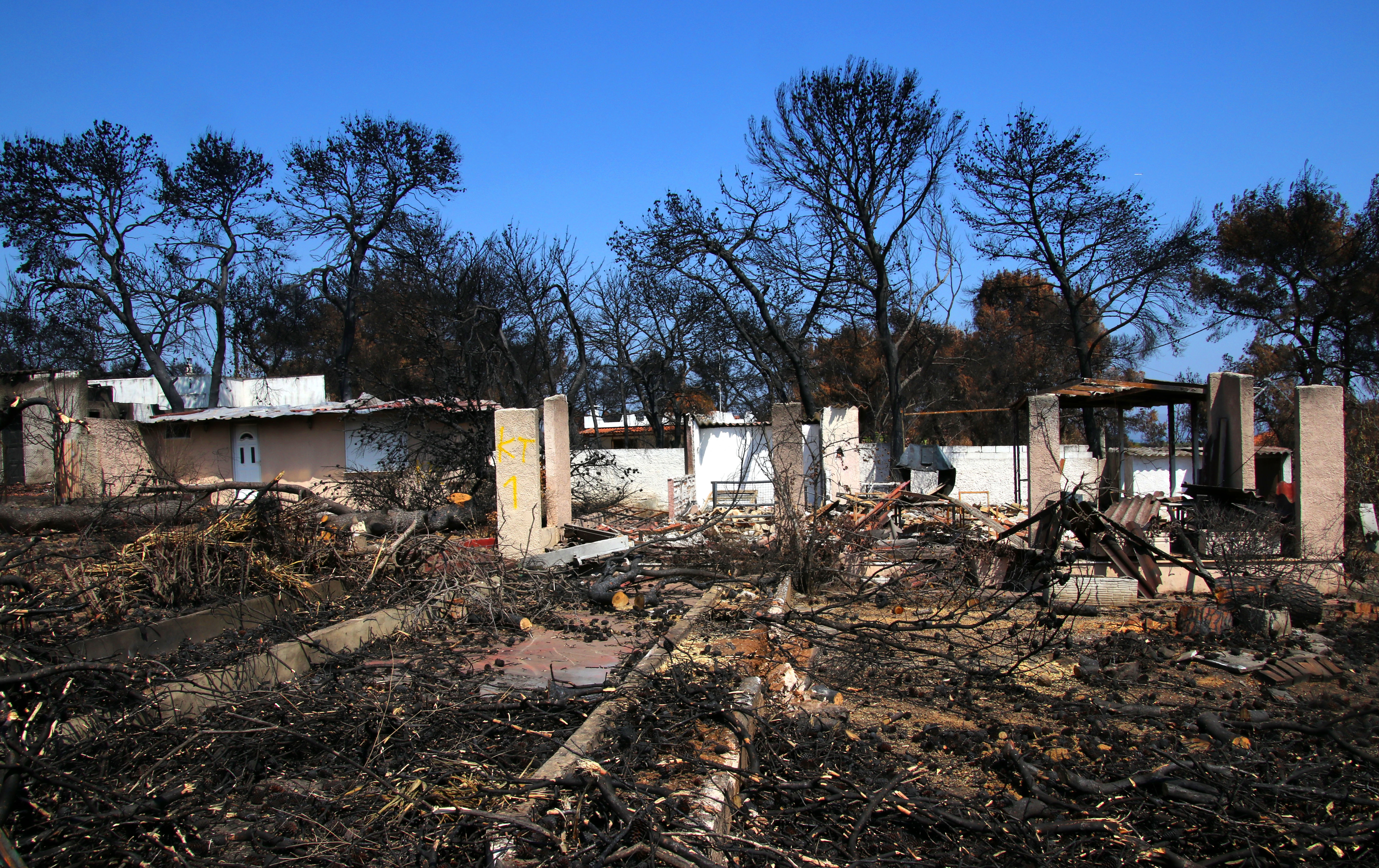

Laut dem Generalsekretariat für Zivilschutz war für den 23. Juli 2018 der Waldbrand-Gefahrenindex auf einer 5-stufigen Skala mit der Gefährdungsstufe 4 „sehr hoch“ (πολύ υψηλή polý ypsilí) angegeben. Gleichzeitig waren anhaltende hohe Temperaturen von bis zu 40 °C in den östlichen und südlichen Landesteilen sowie für die meisten Festlandsregionen starke bis stürmische Winde vorgesagt. Vor der erhöhten Waldbrandgefahr und der Ausdehnung von Bränden wurde gewarnt.
Aus noch unbekannten Gründen brach am 23. Juli 2018 in den Wäldern am Pendeli rund um die Siedlung Kallitechnoupoli ein Waldbrand aus.  Die Feuerwehr wurde um 16.57 Uhr über den Brand informiert und reagierte mit der Entsendung von 60 Personen auf 24 Fahrzeugen, 15 Fahrzeugen mit Freiwilligen, 2 Bodenmannschaften sowie 3 Canadair-Löschflugzeugen und einem Hubschrauber. Wegen der extremen Wetterbedingungen breitete sich das Feuer von Kallitechnoupoli ostwärts nach Neos Voutzas und Rafina aus. Der Brand entwickelte sich zu einem Kronenfeuer mit starker Rauchentwicklung. Unterstützt von sehr starken Winden mit einer Geschwindigkeit von ungefähr 90 km/h, überquerte das Feuer die vierstreifig ausgebaute Leoforos Marathonas und zog innerhalb kürzester Zeit an die Küste von Mati, wo die Feuerfront etwa 1 km erreichte. Den Bewohnern und vielen Besuchern der Gegend blieb kaum Zeit zu reagieren.

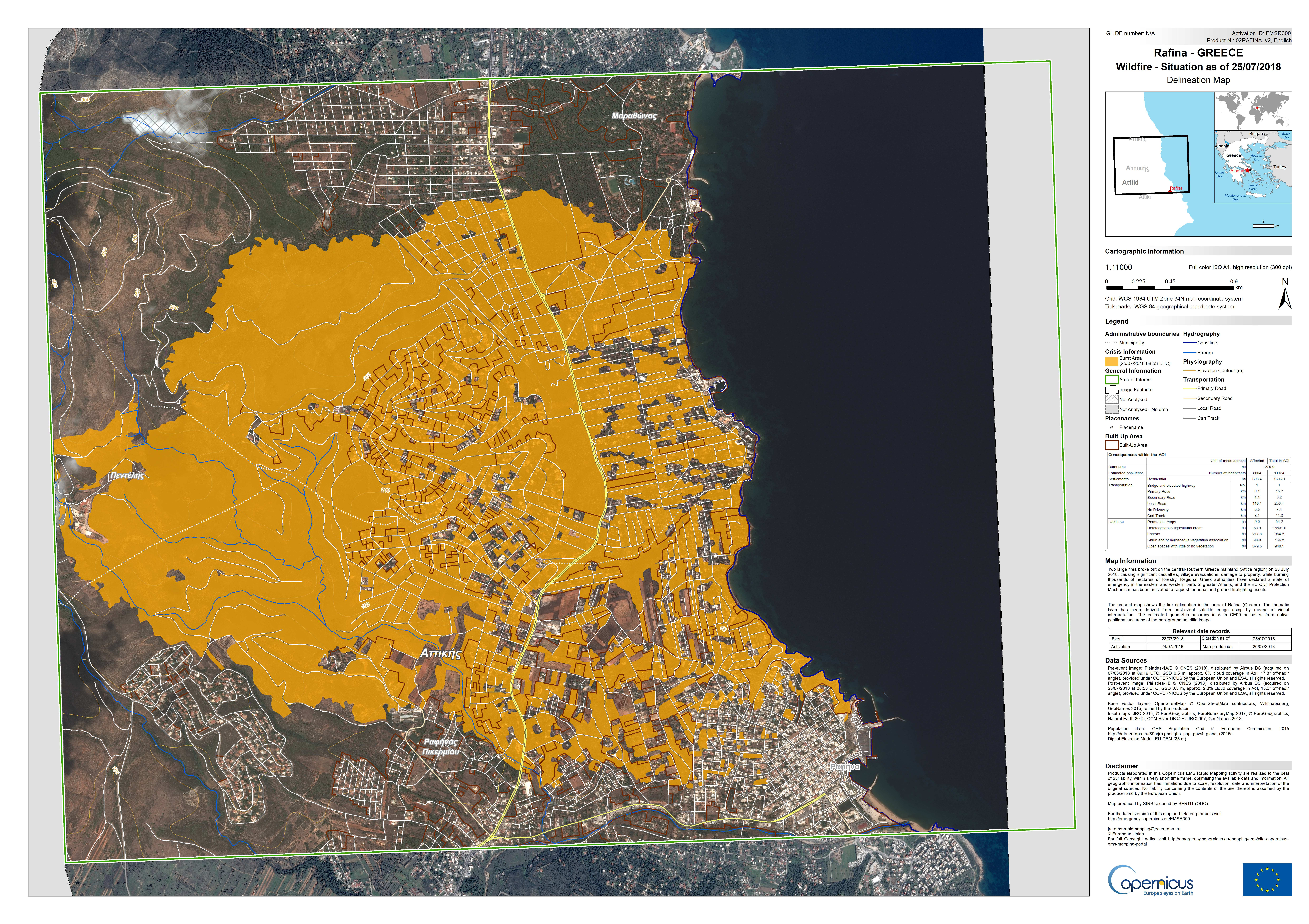
Karte der Brandregion von Kallitechnoupoli, Neos Voutzas, Kokkino Limanaki und Mati

Die Katastrophe von Mati wird als typischer Brandfall in der Übergangszone von Siedlungsraum zur Waldvegetation angesehen. In diesen Gebieten besteht weltweit die höchste Wahrscheinlichkeit menschlicher Verluste. Die Wechselwirkung aus hohen Windgeschwindigkeiten in Verbindung mit der Topographie verursachte die rasche Ausbreitung des Brandes. Starke Westwinde von über 90 km/h zwischen 17.00 und 21.00 Uhr führten zu einem signifikanten Temperaturanstieg auf über 37 °C bei niedriger Luftfeuchtigkeit und begünstigten die schnelle Ausbreitung des Feuers von den Abhängen des Pendeli in tiefere Lagen zur Küste hin. In mehreren Gebieten erreichten die Böen Spitzengeschwindigkeiten von 100 bis 120 km/h. Für die Strecke von etwa 5,5 km vom Ausbruchsort bis zur Küste bei Mati benötigte der Brand etwa 1½ Stunden, wobei sich das Feuer zur Küste hin immer schneller ausbreitete und nach dem Überschreiten der Odos Marathonas in Mati zwischen 20 und 30 Minuten benötigte; dies entspricht einer Geschwindigkeit von mehr als 4 km/h. Die Topographie entlang der Küste zwischen Rafina und Nea Makri begünstigt starke Winde.
Anhand von Satellitendaten des Erdbeobachtungsprogramms Copernicus der Europäischen Union wird das Brandgebiet mit ca. 12,8 km² angegeben. Dort wurden 1220 Gebäude vollständig zerstört und 305 Fahrzeuge verbrannten.
Ende August konnten anhand von DNA-Untersuchungen 83 Leichen identifiziert werden, 15 Menschen erlagen ihren Verletzungen im Krankenhaus. Weitere 14 Brandopfer wurden noch in Krankenhäusern behandelt. Beim Brand von Mati starben 102 Menschen.
Für ihren selbstlosen Einsatz bei der Rettung von Brandopfern verlieh der griechische Staatspräsident Prokopis Pavlopoulos zwei ägyptischen und einem albanischen Fischer die griechische Staatsangehörigkeit.